# Alexandreia
Alexandreia (Grieks: Αλεξάνδρεια) is sedert 2011 een fusiegemeente (dimos) in de Griekse bestuurlijke regio (periferia) Centraal-Macedonië.
De vier deelgemeenten (dimotiki enotita) van de fusiegemeente zijn:
- Alexandreia (Αλεξάνδρεια)
- Antigonides (Αντιγονίδες)
- Meliki (Μελίκη)
- Platy (Πλατύ)